# Mitsubishi F-1
Mitsubishi F-1 je prvi japanski mlazni lovac i prvi lovac koji je ušao u proizvodnju nakon Drugog svjetskog rata u Japanu. To je posve japanski avion, proizveden zajedno od Mitsubishi Heavy Industries i Fuji Heavy Industries. F-1 je vizualno sličan anglo-francuskom SEPECAT Jaguaru, no ta dva lovca imaju sasvim različite namjene.

## Dizajn i razvoj
F-1 je razvijen od ranijeg nadzvučnog trenažera Mitsubishi T-2. Lovačka verzija je napravljena veoma jednostavno: inženjeri su naprosto izvadili stražnje sjedalo i novi prostor iskoristili za dodatnu elektroniku. Osim promjene avionike te uklanjanja stražnjeg sjedala i ugradnje novog jednodjelnog vjetrobrana, jedina promjena velika promjena je bilo omogućavanje nošenja veće količine ubojnog tereta. Ugrađen je 20mm top M61A1 Vulcan i postavljeno je sedam podvjesnih točaka. Podvjesne točke pod trupom i s unutarnje strane krila mogu biti korištene za nošenje dodatnog goriva. Osnovno oružje F-1 su protubrodske rakete ASM-1 i ASM-2 velikog dometa. Za samoobranu F-1 loristi AIM-9 Sidewinder i obično nosi jedan par, ali za sekundarnu protuzračnu ulogu ih može ponijeti i više. Uz to može nositi i bombe za napade na zemlju i pomorske ciljeve. Na bombe se može ugraditi sustav lasersko navođenja čime postaju precizno navođena udarna streljiva.
F-1 polako zamjenjuje noviji Mitsubishi F-2 kao i poboljšani F-4EJ 'Kai' Phantom II. Do sada je umirovljeno svega šest F-1.

## Inačice
- FS-T2-Kai - prva dva prototipa
- Mitsubishi F-1 - standardni jednosjedni lovac za protubrodsku borbu i blisku zračnu potporu

## Tehničke karakteristike (F-1)
Osnovne karakteristike
- dužina: 17,86 m
- raspon krila: 7,88 m
- površina krila: 21,2 m2
- visina: 4,48 m

Letne karakteristike
- najveća brzina: 1.700 km/h (1,5 Macha)
- dolet: 2.870 km
  - borbeni dolet: 556 km
- brzina penjanja: 118 m/s
- najveća visina leta: 15.240 m
- specifično opterećenje krila: 645 kg/m2
- motor: 2× Ishikawa-Harima TF40-801A turbomlazna motora s naknadnim izgaranjem